# Alten (Jenesien)
Der Alten (auch Altenberg bzw. Karbichl; italienisch Montalto) ist ein 1223 m hoher Vorberg des Tschögglbergs und damit Teil der Sarntaler Alpen, der sich oberhalb von Glaning im Gemeindegebiet von Jenesien befindet. Er überragt den Guntschnaberg oberhalb von Gries und bildet, von Bozen aus gesehen, einen nördlich den Talkessel abschließenden, landschaftsprägenden Felsriegel.

## Geschichte

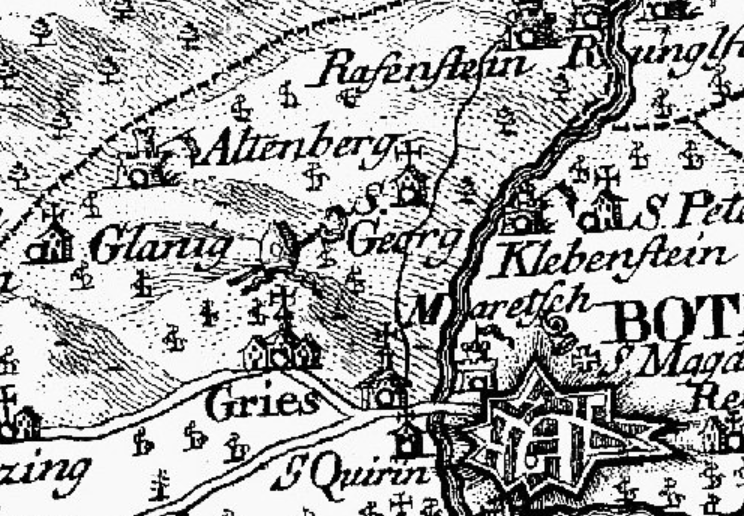
Der Altenberg im Atlas Tyrolensis von 1774

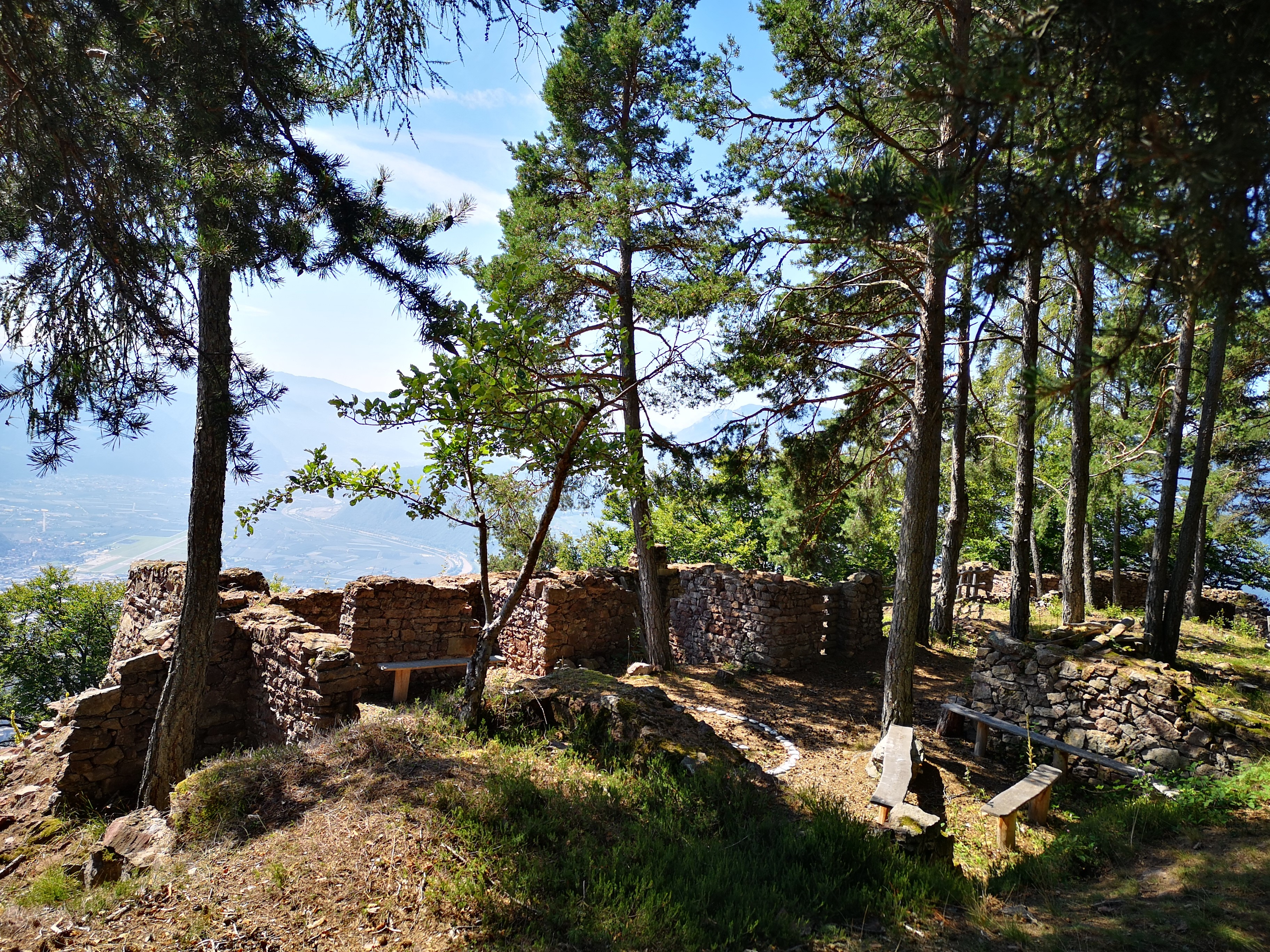
Reste der Flugabwehrstellungen der Wehrmacht

Der Bergrücken ist bereits 1422 in Rechnungsaufzeichungen der Alten Grieser Pfarrkirche als „ab dem Ellten“ genannt. Im Atlas Tyrolensis von 1774 wird die Erhebung als „Altenberg“ verzeichnet.
Ein markierter Fußweg verbindet Gries mit dem Alten; er nimmt seinen Ausgang beim Ansitz Hepperger in Gries und führt über den Guntschnaberg steil ansteigend auf den höchsten Punkt der Erhebung. Bereits 1893 wurde er von der Sektion Bozen des Deutschen und Österreichischen Alpenvereins instand gesetzt und beschildert.
In den Jahren 1943/45, in der Zeit der Operationszone Alpenvorland und im Kontext des Luftkriegs im Zweiten Weltkrieg, befand sich knapp oberhalb des Alten, am sog. Karbichl, eine Flakbatterie der Wehrmacht. Die Stellung wurde am 3. Mai 1945 von den deutschen Truppen nach ihrer Teilkapitulation gesprengt. Ihre Reste sind noch heute gut erkennbar; sie wurden in jüngerer Zeit gesichert und mit Schautafeln versehen und sind über den Wanderweg 6b als Aussichtspunkt erreichbar.